# Eurosport
Eurosport és un canal europeu d'esports disponible per satèl·lit i cable en 54 estats i 18 llengües diferents.
Eurosport ofereix esports variats com la Lliga de Campions, el Ral·li París Dakar, els Jocs Olímpics, ciclisme, tennis i esports d'hivern.